# Hutberg (Dresden)
Der Hutberg ist eine 311 Meter hohe Erhebung im Osten des Dresdner Stadtgebietes. Der Berg liegt im Ortsteil Weißig im Schönfelder Hochland und steht als Naturdenkmal unter Schutz.

## Natur und Geologie
Der Hutberg besteht geologisch aus Porphyrit, einem feinkörnigen Gestein, das zur Klasse der vulkanischen Gesteine gehört und früher auch abgebaut wurde. Der Berg ist größtenteils bewaldet und weist teilweise eine seltene Trockenrasenflora auf. Im Bereich des früheren Steinbruchs kommen verschiedene geschützte Lurch- und Kriechtierarten vor. Außerdem gibt es zwei kleine Teiche mit Wasserpflanzenbesatz. Ein insgesamt fünf Hektar großes Gebiet mit der Bezeichnung Hutberg mit Steinbruch steht nach § 21 des Sächsischen Naturschutzgesetzes unter Schutz.

## Geschichte
Bereits in vorchristlicher Zeit soll sich am Hutberg eine slawische Wallanlage befunden haben, die als Kult- und Opferstätte bzw. Signalwarte diente. Seinen Namen verdankt der Berg seiner früheren Nutzung als Hutung für Nutztiere. Später gab es hier erfolglose Bergbauversuche, um Raseneisenstein abzubauen. Zwischen 1873 und 1875 wurde ein Steinkohlebergwerk betrieben, das mangels Ausbeute schnell wieder einging. An dieses erinnert noch ein von den Anwohnern Berghäckerloch genannter, ca. 90 Meter lange Stollen.
Wegen seiner günstigen strategischen Lage in der Nähe der Fernstraße vom Elbtal in Richtung Lausitz diente der Hutberg im 18. und 19. Jahrhundert in Kriegszeiten als militärischer Beobachtungsposten. Während des Siebenjährigen Krieges richtete 1758 der preußische König Friedrich der Große hier ein Heerlager ein. Auch in den Napoleonischen Kriegen gab es im Mai 1813 am Hutberg und in seiner Umgebung heftige Kämpfe zwischen russischen und französischen Soldaten. Seit 1913 erinnert eine aus Anlass des 100. Jahrestages der Völkerschlacht bei Leipzig gepflanzte Gedächtniseiche an diese Zeit.
Im 19. Jahrhundert entwickelte sich der Weißiger Hutberg zu einem beliebten Ausflugsziel der Bevölkerung. Für diese entstand 1838 auf dem Gipfel ein hölzerner „Laubentempel“. Regelmäßig war der Berg auch Schauplatz von Veranstaltungen wie den ab 1904 alljährlich durchgeführten Sonnenwendfeiern sowie Heimat- und Kinderfesten. 1908 entstand auf Initiative des Weißiger Haus- und Grundbesitzervereins eine 300 Meter lange Rodelbahn, die zeitweise abends sogar beleuchtet werden konnte. Da der Hutberg eine markante Landmarke bildet und als Wahrzeichen des Ortes Weißig gilt, ist er Namensgeber verschiedener öffentlicher Einrichtungen wie der „Hutbergschule“ (Grundschule) und zweier Kindertagesstätten.

## Sage
Um den Hutberg rankt sich eine Sage um ein einst im Berg lebendes Zwergengeschlecht. Die im Inneren des Berges wohnenden Zwerge lebten vom Silberabbau und waren so zu großem Reichtum gekommen. In Notfällen waren sie jedoch bereit, der Bevölkerung der Umgebung durch Darlehen zu helfen, wobei sie jedoch auf einer pünktlichen Rückzahlung bestanden. Eines Tages versuchte ein Mann am Tag der Rückzahlung, das geliehene Geld zu übergeben, erschien jedoch ungewaschen und ohne vorheriges Gebet, weshalb der Zwerg die Annahme des Geldes verweigerte. Da er auch zu einem späteren Rückzahlungstermin weder gebetet noch sich gewaschen hatte, schickte ihn der Zwerg zornig davon. Der Mann wurde aber mit dem so erschlichenen Geld nicht glücklich und war nach mehreren Unglücksfällen bald wieder arm.
Am Tage ihres Auszuges aus dem Hutberg beschreibt die Sage, wie Männer, Frauen und Kinder des Zwergenvolkes in einem langen Zug in Richtung Elbe zogen, dort ein Schiff bestiegen und Tränen in den Augen sahen ihre Schützlinge ihren Wohltätern nach, bis sie am andern Ufer der Elbe hinter den Bergen, welche sie erstiegen hatten, verschwunden waren und nie wieder zurückkehrten.